# Nicolas Maury

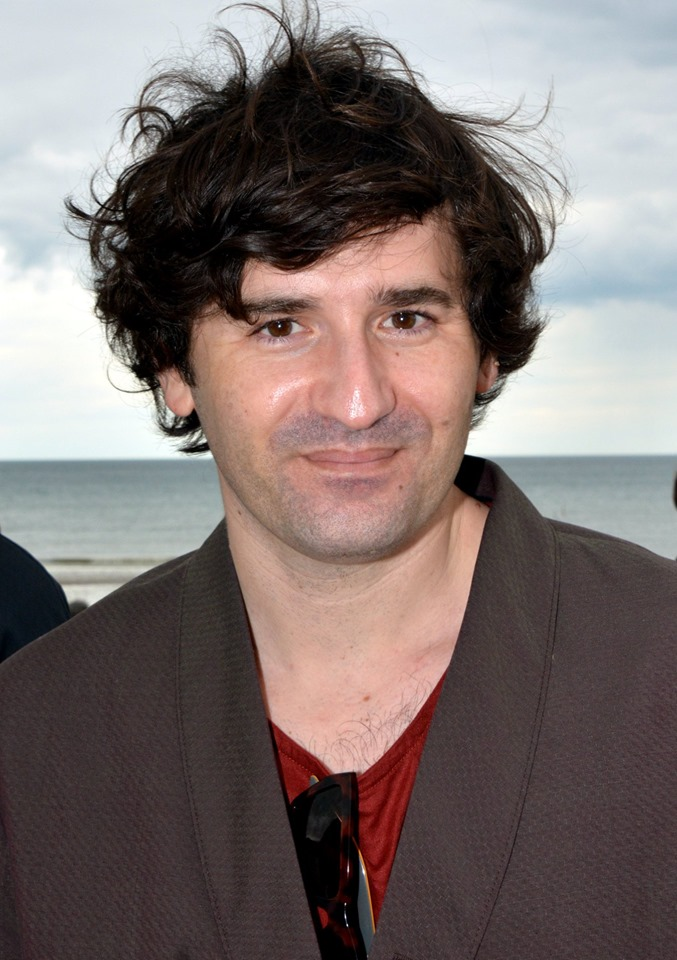
Nicolas Maury (2019)

Nicolas Maury (* 14. Oktober 1980 in Saint-Yrieix-la-Perche) ist ein französischer Filmschauspieler und Regisseur.

## Leben
Nicolas Maury studierte Schauspiel am Conservatoire de Bordeaux und am Conservatoire national supérieur d’art dramatique, wo er 2004 seinen Abschluss machte. In der Komödie Let My People Go! hatte er 2011 seine erste Hauptrolle. Ab 2015 spielte er den Agentur-Mitarbeiter „Hervé André-Jezack“ in der Dramedy-Serie Call My Agent!.
Für die Tragikomödie Die Rolle meines Lebens wurde er für einen César für das Beste Erstlingswerk als Regisseur nominiert. Im Rahmen der Berlinale 2021 wurde Maury als European Shooting Star ausgezeichnet.

## Filmografie (Auswahl)

### Schauspieler
- 1998: Wer mich liebt, nimmt den Zug (Ceux qui m’aiment prendront le train)
- 2005: Unruhestifter (Les amants réguliers)
- 2005: Backstage
- 2006: Paris, je t’aime
- 2007: La Question humaine
- 2007: Faut que ça danse!
- 2009: Jungs bleiben Jungs (Les Beaux Gosses)
- 2010: Belle épine
- 2011: I’m Not a F**king Princess (My Little Princess)
- 2011: Let My People Go!
- 2012: Je ne suis pas mort
- 2012: Kein Zutritt (Les meutes)
- 2013: Begegnungen nach Mitternacht (Les rencontres d’après minuit)
- 2013: Ein Schloss in Italien (Un château en Italie)
- 2015: Die verrückte Reise von Max & Leon (La folle histoire de Max et Léon)
- 2015–2020: Call My Agent! (Dix pour cent, Fernsehserie, 24 Episoden)
- 2018: Messer im Herz (Un couteau dans le cœur)
- 2019: The Bare Necessity
- 2020: Die Rolle meines Lebens (Garçon chiffon)
- 2025: Banger

### Regisseur
- 2020: Die Rolle meines Lebens (Garçon chiffon)